# Coupe d'Asie féminine de volley-ball 2008
Navigation
2010
La Coupe d'Asie féminine de volley-ball 2008 est la première édition de la compétition et s'est déroulée du 1er au 7 octobre 2008.
Elle a permis d'attribuer les deux dernières places qualificatives de la zone Asie pour le Grand Prix mondial 2009.

## Équipes présentes
| Pool A                                         | Pool B                         |
| ---------------------------------------------- | ------------------------------ |
| Thaïlande Corée du Sud Viêt Nam Taipei chinois | Chine Japon Australie Malaisie |

## Tour préliminaire

### Poule A
| No | Équipe         | Points | Matches | Matches | Points | Points | Points | Sets | Sets   | Sets  |
| No | Équipe         | Points | gagnés  | perdus  | pour   | contre | Ratio  | pour | contre | Ratio |
| -- | -------------- | ------ | ------- | ------- | ------ | ------ | ------ | ---- | ------ | ----- |
| 1  | Corée du Sud   | 6      | 3       | 0       | 275    | 227    | 1.211  | 9    | 3      | 3.000 |
| 2  | Thaïlande      | 5      | 2       | 1       | 253    | 203    | 1.246  | 8    | 3      | 2.667 |
| 3  | Viêt Nam       | 4      | 1       | 2       | 232    | 273    | 0.850  | 4    | 8      | 0.500 |
| 4  | Taipei chinois | 3      | 0       | 3       | 207    | 264    | 0.784  | 2    | 9      | 0.222 |

### Poule B
| No | Équipe    | Points | Matches | Matches | Points | Points | Points | Sets | Sets   | Sets  |
| No | Équipe    | Points | gagnés  | perdus  | pour   | contre | Ratio  | pour | contre | Ratio |
| -- | --------- | ------ | ------- | ------- | ------ | ------ | ------ | ---- | ------ | ----- |
| 1  | Chine     | 6      | 3       | 0       | 225    | 103    | 2.184  | 9    | 0      | MAX   |
| 2  | Japon     | 5      | 2       | 1       | 194    | 126    | 1.540  | 6    | 3      | 2.000 |
| 3  | Australie | 4      | 1       | 2       | 143    | 204    | 0.701  | 3    | 6      | 0.500 |
| 4  | Malaisie  | 3      | 0       | 3       | 96     | 225    | 0.427  | 0    | 9      | 0.000 |

## Phase finale

### Places 5 à 8
|  | Tour de classement | Tour de classement |          |   | 5e place   | 5e place   |
|  | Tour de classement | Tour de classement |          |   | 5e place   | 5e place   |
|  |                    |                    |          |   |            |            |
|  | 06-10-2008         | 06-10-2008         |          |   | 07-10-2008 | 07-10-2008 |
|  | 06-10-2008         | 06-10-2008         |          |   | 07-10-2008 | 07-10-2008 |
|  | Malaisie           | 0                  |          |   | 07-10-2008 | 07-10-2008 |
|  | Malaisie           | 0                  |          |   | 07-10-2008 | 07-10-2008 |
|  | Viêt Nam           | 3                  |          |   | 07-10-2008 | 07-10-2008 |
|  | Viêt Nam           | 3                  | Viêt Nam | 3 |            |            |
|  | 06-10-2008         |                    | Viêt Nam | 3 |            |            |
|  |                    | Taipei chinois     | 0        |   |            |            |
|  | Australie          | Taipei chinois     | 0        | 1 |            |            |
|  | Australie          |                    |          | 1 |            |            |
|  | Taipei chinois     | 3                  |          |   |            |            |
|  | Taipei chinois     | 3                  | 7e place |   |            |            |
|  |                    |                    |          |   |            |            |
|  | 07-10-2008         |                    |          |   |            |            |
|  |                    |                    |          |   |            |            |
|  | Malaisie           | 0                  |          |   |            |            |
|  | Malaisie           | 0                  |          |   |            |            |
|  | Australie          | 3                  |          |   |            |            |
|  | Australie          | 3                  |          |   |            |            |

### Places 1 à 4
|  | Quarts de finale | Quarts de finale |              |            | Demi-finales           | Demi-finales           |   |  | Finale     | Finale     |
|  | Quarts de finale | Quarts de finale |              |            | Demi-finales           | Demi-finales           |   |  | Finale     | Finale     |
|  |                  |                  |              |            |                        |                        |   |  |            |            |
|  | 05-10-2008       | 05-10-2008       |              |            | 06-10-2008             | 06-10-2008             |   |  | 07-10-2008 | 07-10-2008 |
|  | 05-10-2008       | 05-10-2008       |              |            | 06-10-2008             | 06-10-2008             |   |  | 07-10-2008 | 07-10-2008 |
|  | Corée du Sud     | 3                |              |            | 06-10-2008             | 06-10-2008             |   |  | 07-10-2008 | 07-10-2008 |
|  | Corée du Sud     | 3                |              |            | 06-10-2008             | 06-10-2008             |   |  | 07-10-2008 | 07-10-2008 |
|  | Malaisie         | 0                |              |            | 06-10-2008             | 06-10-2008             |   |  | 07-10-2008 | 07-10-2008 |
|  | Malaisie         | 0                | Corée du Sud | 3          |                        |                        |   |  | 07-10-2008 | 07-10-2008 |
|  | 05-10-2008       |                  | Corée du Sud | 3          |                        |                        |   |  | 07-10-2008 | 07-10-2008 |
|  |                  | Japon            | 0            |            |                        |                        |   |  | 07-10-2008 | 07-10-2008 |
|  | Japon            | Japon            | 0            | 3          |                        |                        |   |  | 07-10-2008 | 07-10-2008 |
|  | Japon            |                  |              | 3          |                        |                        |   |  | 07-10-2008 | 07-10-2008 |
|  | Viêt Nam         | 0                |              |            |                        |                        |   |  | 07-10-2008 | 07-10-2008 |
|  | Viêt Nam         | 0                | Corée du Sud | 0          |                        |                        |   |  |            |            |
|  | 05-10-2008       |                  | Corée du Sud | 0          |                        |                        |   |  |            |            |
|  |                  | Chine            | 3            |            |                        |                        |   |  |            |            |
|  | Thaïlande        | Chine            | 3            | 3          |                        |                        |   |  |            |            |
|  | Thaïlande        | 06-10-2008       |              | 3          |                        |                        |   |  |            |            |
|  | Australie        | 0                |              |            |                        |                        |   |  |            |            |
|  | Australie        | 0                | Chine        | 3          |                        |                        |   |  |            |            |
|  | 05-10-2008       | 05-10-2008       | Chine        | 3          | Match pour la 3e place | Match pour la 3e place |   |  |            |            |
|  | 05-10-2008       | 05-10-2008       |              | Thaïlande  | Match pour la 3e place | Match pour la 3e place | 0 |  |            |            |
|  | Taipei chinois   | 0                | 07-10-2008   | 07-10-2008 |                        |                        | 0 |  |            |            |
|  | Taipei chinois   | 0                | 07-10-2008   | 07-10-2008 |                        |                        |   |  |            |            |
|  | Chine            | 3                |              | Thaïlande  | 3                      |                        |   |  |            |            |
|  | Chine            | 3                |              | Thaïlande  | 3                      |                        |   |  |            |            |
|  |                  |                  |              |            |                        |                        |   |  | Japon      | 2          |
|  |                  |                  |              |            |                        |                        |   |  | Japon      | 2          |

## Tableau final
| Place              | Équipe         |
| ------------------ | -------------- |
| Médaille d'or      | Chine          |
| Médaille d'argent  | Corée du Sud   |
| Médaille de bronze | Thaïlande      |
| 4                  | Japon          |
| 5                  | Viêt Nam       |
| 6                  | Taipei chinois |
| 7                  | Australie      |
| 8                  | Malaisie       |

## Récompenses individuelles
- MVP :  Wei Qiuyue
- Meilleure marqueuse :  Kim Min-Ji
- Meilleure attaquante :  Wang Yimei
- Meilleure serveuse :  Nanami Inoue
- Meilleure passeuse :  Lee Sook-Ja
- Meilleure contreuse :  Xue Ming
- Meilleure libero :  Wanna Buakaew